# Sainte-Osmane
Sainte-Osmane è un comune francese di 199 abitanti situato nel dipartimento della Sarthe nella regione dei Paesi della Loira.
Dal 1º gennaio 2019 è confluito nel comune di Val-d'Étangson.

## Società

### Evoluzione demografica
Abitanti censiti